# Nehemiah Persoff
Nehemiah Persoff (hebr. נחמיה פרסוף, ur. 2 sierpnia 1919 w Jerozolimie, zm. 5 kwietnia 2022 w San Luis Obispo) –
amerykański aktor teatralny, filmowy i telewizyjny pochodzenia żydowskiego. W ciągu blisko 50 lat pracy zawodowej zagrał około 50 ról drugoplanowych w filmach fabularnych; pojawił się także gościnnie w kilkudziesięciu serialach telewizyjnych.

## Życiorys

### Wczesne lata
Urodził się w Jerozolimie, w rodzinie żydowskiej jako syn Puah (z domu Holman) i Samuela Persoffa, jubilera. W 1929 wyemigrował wraz z rodziną do Stanów Zjednoczonych. W czasie II wojny światowej służył w amerykańskiej armii; po opuszczeniu wojska pracował jako elektryk w nowojorskim metrze.

### Kariera
W 1947 został przyjęty do Actors Studio w klasie Elii Kazana z Jamesem Whitmore’em i Julie Harris, a także zadebiutował na Broadwayu jako Andrea w spektaklu Bertolta Brechta Galileo. Już rok później pojawił się w maleńkim epizodzie w filmie noir Nagie miasto (1948) w reżyserii Julesa Dassina. Wystąpił na Broadwayu w Ryszardzie III (1949) jako sir James Tyrrell, Montserrat (1949) Lillian Hellman jako Antoñanzas, Piotruś Pan (1950) J.M. Barriego jako Cecco i Król Lear (1950) jako Książę Kornwalii.
Jego aktorska kariera rozwinęła się na dobre w latach 50. Pierwsze ważne role stworzył w 1956 w filmach: Tym cięższy ich upadek, gdzie grał u boku Humphreya Bogarta i Roda Steigera, oraz Niewłaściwy człowiek w reżyserii Alfreda Hitchcocka, z Henrym Fondą w roli głównej. Niewielką, ale pamiętną i charakterystyczną postać gangstera zwanego „Mały Bonaparte” stworzył w legendarnej komedii Billy’ego Wildera Pół żartem, pół serio (1959).
W latach 60. XX w. pojawił się m.in. u boku Johna Wayne’a w westernie W kraju Komanczów (1961), który był ostatnim filmem wyreżyserowanym przez Michaela Curtiza, oraz w zrealizowanym z rozmachem przez George’a Stevensa epickim filmie biblijnym o życiu Jezusa Chrystusa pt. Opowieść wszech czasów (1965). Pod koniec lat 80. wystąpił w popularnej komedii Bliźniacy (1988) z Arnoldem Schwarzeneggerem i Dannym DeVitem w rolach głównych oraz w głośnym i kontrowersyjnym filmie Martina Scorsesego Ostatnie kuszenie Chrystusa (1988).
W latach 80. zaczął ograniczać swoje aktorskie występy, poświęcając się drugiej ze swoich pasji – malarstwu. Po raz ostatni pojawił się na ekranie w 1999.

## Życie prywatne
5 grudnia 1945 poślubił Normę Newton Coon. Jednak doszło do rozwodu. 22 sierpnia 1951 ożenił się z Thią Persov, która zmarła w 2021. Mieli czworo dzieci. Mieszkali w miasteczku Cambria w Kalifornii.

## Filmografia
Role filmowe:
- Na nabrzeżach (1954) jako taksówkarz
- Tym cięższy ich upadek (1956) jako Leo
- Niewłaściwy człowiek (1956) jako Gene Conforti
- Mężczyźni na wojnie (1957) jako sierżant Nate Lewis
- Tama na Pacyfiku (1957) jako Albert
- Złoczyńcy (1958) jako Vincente
- Dzień wyjętych spod prawa (1959) jako Dan
- Al Capone (1959) jako Johnny Torrio
- Zielone domostwa (1959) jako Don Panta
- Pół żartem, pół serio (1959) jako „Mały Bonaparte”
- W kraju Komanczów (1961) jako Graile
- Opowieść wszech czasów (1965) jako Szemajasz
- Dzień puszczyka (1968) jako Pizzuco
- Władza (1968) jako prof. Carl Melnicker
- Przeklęty rejs (1976) jako pan Hauser
- Sadat (1983) jako Leonid Breżniew
- Yentl (1983) jako rabin Mendel, ojciec Yentl
- Amerykańska opowieść (1986) – tata Myszkiewicz (głos)
- Ostatnie kuszenie Chrystusa (1988) jako rabin
- Bliźniacy (1988) jako prof. Mitchell Traven
- Amerykańska opowieść. Fievel jedzie na Zachód (1991) – tata Myszkiewicz (głos)
- Amerykańska opowieść. Skarb wyspy Manhattan (1998) – tata Myszkiewicz (głos)
- Amerykańska opowieść. Tajemnica potwora z Manhattanu (1999) – tata Myszkiewicz (głos)

Gościnne występy w serialach TV:
- Strefa mroku (1959–1964) jako Carl Lanser (1959)
- Alfred Hitchcock przedstawia (1955–1965) jako Ralph Collins (1957)/Jeff Jensen (1960)
- Nietykalni (1959–1963) jako Johnny Fortunato/Waxey Gordon/Jake Guzik/Mr. Jaeger
- Prawo Burke’a (1963–1966) jako Jason Flonder/Wilhelm Kasimer/Albert Indigo „Mr. I”
- Wyspa Gilligana (1964–1967) jako Rodriguez (1965)
- Tarzan (1966–1968) jako Chembe Kunji (1968)
- Gunsmoke (1955–1975) – różne role
- Hawaii Five-O (1968–1980) – różne role
- Adam-12 (1968–1975) jako Angelo Covelli (1972)
- Ulice San Francisco (1972–1977) jako „Papa” Kampacalas (1972)
- Columbo jako Jesse Jerome w odc. pt. Iluzjonista (1976)
- Sierżant Anderson (1974–1978) jako Como (1977)
- Quincy (1976–1983) jako Matt Dorsey (1977)
- Aniołki Charliego (1976–1981) jako Anton Metzger (1977)
- Battlestar Galactica (1978–1979) jako lider Wschodniego Sojuszu
- Domek na prerii (1974–1983) jako Olaf Lundstrom (1978)
- Wyspa Fantazji (1978–1984) jako Horst Von Stern (1978)/Andreas (1980)
- Magnum (1980–1988) jako rabin Asher Solomon (1985)
- Autostrada do nieba (1984–1989) jako wicepremier Karpovich (1986)
- MacGyver (1985–1992) jako Sam Bolinski (1989)
- Napisała: Morderstwo (1984–1996) jako Constantin Stavros (1990)
- Star Trek: Następne pokolenie (1987–1994) jako Toff (1990)
- Prawnicy z Miasta Aniołów (1986–1994) jako rabin Isadore Glickman (1990)
- Doogie Howser, lekarz medycyny (1989–1993) jako Max Wernick (1992)
- Prawo i porządek (1990–2010) jako David Steinmetz (1993)
- Szpital Dobrej Nadziei (1994–2000) jako rabin Ben Taubler (1995)